# Roger Torrent
Roger Torrent i Ramió (Sarrià de Ter, 19 luglio 1979) è un urbanista e politico spagnolo, presidente del Parlamento della Catalogna dal 2018 al 2021.

## Biografia
Torrent è nato il 19 luglio 1979 a Sarrià de Ter, un villaggio nella provincia di Girona, nella Catalogna nord-orientale. Ha una laurea in scienze politiche e amministrazione presso l'Università Autonoma di Barcellona ed un master in studi territoriali e urbani presso l'Università politecnica della Catalogna e l'Università Pompeu Fabra. Ha una laurea specialistica in comunicazione politica presso l'Institut de Ciències Polítiques i Socials (Istituto di scienze politiche e sociali) dell'UAB.

## Carriera politica
Torrent si è unito nel 1998 alla Gioventù di Sinistra Repubblicana della Catalogna, l'ala giovanile dell'omonimo partito (ERC), al quale si unì nel 2000. È stato eletto nel consiglio comunale della sua città alle elezioni municipali del 2003 e del 2007. Dopo le elezioni del 2007, ERC ha formato un'amministrazione con Convergenza e Unione (CiU) e Torrent è diventato sindaco di Sarrià de Ter. È stato rieletto alle elezioni comunali del 2011 e del 2015.
Per le elezioni regionali del 2012 si presenta come candidato per l'alleanza elettorale Sinistra Repubblicana della Catalogna-Catalogna Sì (ERC-CatSí) nella provincia di Girona, venendo eletto al Parlamento della Catalogna. È stato rieletto alle elezioni regionali del 2015, del 2017 e del 2021. È stato eletto presidente del Parlamento della Catalogna il 17 gennaio 2018, sconfiggendo il candidato di Ciudadanos José María Espejo-Saavedra Conesa con 65 voti contro 56. È stato il più giovane presidente del Parlamento catalano. Dopo questa elezione, è stato costretto ad abbandonare, per incompatibilità, la carica di sindaco di Sarrià de Ter. Ha ricoperto la carica fino al 2021, quando Laura Borràs è stata eletta nuova presidente dell'assemblea regionale.

## Vita privata
Torrent è sposato con Blanca Brugués, bibliotecaria presso i tribunali di Girona e documentarista, e hanno due figlie.